# المعلط (قارة)

تعديل مصدري - تعديل

المعلط هي إحدى قرى عزلة قارة بمديرية قارة التابعة لمحافظة حجة، بلغ تعداد سكانها 19 نسمة حسب تعداد اليمن لعام 2004.